# Nyári Bernadett
Nyári Bernadett (Budapest, 1989. január 17. –) Bronz Érdemkereszttel kitüntetett magyar hegedűvirtuóz.

## Korai évek
Zenészcsaládból származik. Anyai nagyapja Suha B. József, hegedűművész és zeneszerző, aki Hubay Jenő tanítványaként végezte el a Zeneakadémiát. Testvére Cziffra György-díjjal kitüntetett zongoraművész, a Magyar Állami Operaház Balett korrepetitora és a Magyar Bárzongoristák Egyesületének az alapítója és elnöke. 

## Tanulmányai
Első hegedűtanára Szász Józsefné Réger Judit volt, a budapesti Nap utcai Zeneiskolában. 2003-ban felvételt nyert a Bartók Béla Zeneművészeti Szakközépiskola és Gimnáziumba, itt tanára Tóth Erika volt. A konzervatóriumot 2007-ben fejezte be a Weiner Leó Zeneművészeti Szakközépiskola és Gimnáziumban, Németh Zsuzsi tanítványaként. 18 évesen felvételt nyert a grazi Zeneakadémiára, ahol tanára a világhírű szólista, prof. Silvia Marcovici volt. Már 15 éves korától Edvin Martonnal játszott, mint háttérhegedűs, majd 17 éves korától Mága Zoltán és az Angyalok nevű formáció tagjaként koncertezett Magyarországon és külföldön egyaránt.

## Világsiker
A grazi Zeneakadémián kezdődött nemzetközi karrierje, ahol már fiatal felnőttként elképesztő lehetőségeket kapott. 20 éves korában kezdett szólókarrierbe. A klasszikus zene mellett kiemelten fontos a munkásságában az a cél, hogy bebizonyítsa, a hegedűn bármilyen stílust meg lehet szólaltatni. Miles Of Styles elnevezésű koncertjével szó szerint bejárta a világot, 30 éves korára több mint 90 országban járt. Egyéni zenei látásmódja jellemzi előadásait, mely során hangot tud adni saját elképzeléseinek. Hitvallása, hogy a zene a legszebb nemzetközi nyelv, amivel minden lehetségessé válik. Rendszeresen jótékonykodik. 2018-ban megjelent Miles Of Styles című lemeze is, amellyel többek között a gyerekek inspirálása volt a célja a zene és a hegedű irányába. 2018-ban bekerült a Magyarország Sikeres Személyiségei Enciklopédiába. 2016-ban Guest Entertainer felkérést kapott, női magyar hegedűsként jelenleg  egyedüliként. Aktív koncertező művész Magyarországon és külföldön egyaránt. Adott koncertet többek között például a világhírű new york-i Carnegie Hall-ban és a zágrábi Lisinski koncertteremben is.

## Diszkográfia
- Miles Of Styles